# تیم وو
تیم وو (به انگلیسی: Tim Wu) از نویسندگان ثابت نیویورکر و استاد مدرسهٔ حقوق کلمبیا و مدیر مرکز پولیاک در مدرسهٔ روزنامه‌نگاری کلمبیا است که به منظور مطالعهٔ مسائل متمم اول قانون آمریکا بنا نهاده شد. او به‌خاطر کتاب کلید اصلی، که تاریخ شرکت‌های رسانه‌ای است، و ساختن اصطلاح بی‌طرفی نت بسیار شناخته‌شده‌است. از دیگر آثار او، کتاب تاجران توجه است که در آن به تاریخ تجارت تبلیغات می‌پردازد و از خاستگاه‌های آن در قرن ۱۹ تا پدیدهٔ مدرن نرم‌افزار حذف تبلیغ روی وب‌سایت‌ها را در این اثر بررسی می‌کند.